# Johann Schober
Johann Schober (Perg, 14 novembre 1874 – Baden, 19 agosto 1932) è stato un politico austriaco, cancelliere federale dal 1921 al 1922 e dal 1929 al 1930.

## Biografia
Da giovane entrò nella polizia imperiale, diventandone il capo nel 1918. Dopo la caduta degli Asburgo e la proclamazione della Repubblica garantì la fedeltà al nuovo regime del corpo di cui era a capo.
Nel 1921 fu incaricato di formare un governo sostenuto da cristiano-sociali e pan-germanisti. Nel 1922 il suo mandato fu brevemente interrotto, quando fu cancelliere Walter Breisky.
Lo stesso anno i pan-germanisti gli tolsero il supporto e Schober diede le dimissioni tornando a capo della polizia. In quel periodo promosse la creazione della Commissione Criminale Internazionale della Polizia, alla base dell'Interpol. Fu nuovamente cancelliere fra 1929 e 1930.